# 단원자 분자
단원자 분자(單原子分子)는 원자 하나로도 분자의 성질을 갖는 분자를 말하며, 일원자 분자(一原子分子)라고도 한다. 주로 헬륨(He), 네온(Ne), 아르곤(Ar) 등의 다른 원자와의 반응성이 적은 비활성 기체가 단원자 분자를 이룬다. (원자 1개로 이루어진 분자)